# Lyon au haut Moyen Âge
Lyon au haut Moyen Âge, héritière de la Lugdunum impériale et ancienne métropole de la Gaule romaine, est une cité au poids politique encore notable, en tant que capitale du royaume burgonde, et un centre religieux important. Par la suite, sous la domination franque, son rôle se réduit, en même temps que sa population. La renaissance carolingienne touche la cité par l'entremise d'Agobard et Leidrade. Jusqu'à l'an mille, elle reste la capitale intermittente de trois royaumes de Bourgogne successifs dont la dernière dynastie s'éteint en 1032.

## De l'empire romain aux royaumes burgonde et franc
Durant les premiers siècles du Moyen Âge, Lyon passe sous la domination burgonde, puis franque, tout en restant, de fait, très autonome. Le vrai maître de la ville, dès cette époque, devient l'archevêque. Cette période est mal connue, les sources disponibles étant lacunaires.

### Structure de la ville

#### Bâti civil
La connaissance de la forme de la ville entre le Ve siècle et le IXe siècle est très parcellaire. Les textes, centrés sur les aspects religieux, fournissent peu d'éléments. L'archéologie a fait des découvertes nombreuses dans les années 1960 - 1970 pour ce qui concerne l'architecture religieuse, mais elles ont très peu fourni d'informations sur les édifices civils. Le seul élément assuré est que la cité se réduit dès l'effondrement de l'Empire romain aux deux rives de la Saône. Ainsi, de nombreuses parties de la cité romaine se vident de leurs habitants, notamment Fourvière, ou les quartiers autour des actuelles places de la Bourse, de la République ou des Terreaux. L'occupation humaine se maintient toutefois dans la zone de la place des Célestins et de l'église Saint-Nizier. Toutefois, cette réduction ne signifie pas la disparition des techniques de construction et l'on continue sous les burgondes à construire des sols en mortier de tuileau, à utiliser des tuyaux de plomb ou à réaliser des salles chauffées, telle la salle d'audience épiscopale.
Les techniques de construction employées lors de la seconde partie du VIe siècle et par la suite évoluent sous l'influence franque. Les techniques romaines disparaissent progressivement, telles les thermes, les salles chauffées ou l'usage de la chaux. À la place, les murs sont désormais liés à l'argile et les habitations deviennent petites, en bois et proche de celles des francs.

#### Bâti religieux
Lyon se dote, dès les premiers temps chrétiens, de nombreux édifices religieux. Au Haut Moyen Âge, ces édifices sont le groupe cathédral, les basiliques cémétériales et des monastères ou cloîtres de chanoines.
Comme l'a montré Jean Hubert, les groupes cathédraux en Gaule comprennent généralement deux églises et un baptistère. À Lyon, ce groupe situé au centre de la ville est composé des églises Saint-Jean et Sainte-Croix, et d'un baptistère dédié à saint Étienne. L'église cathédrale décrite par Sidoine Apollinaire est Saint-Jean, dont le vocable ne nous est connu qu'à l'époque de Charlemagne, par un rapport de Leidrade.
Comme la plupart des cités chrétiennes de cette époque, les basiliques cémétériales sont situés à l'extérieur de la ville. Elles sont fondées aux IVe et Ve siècles. Ces édifices servent de lieu de culte et de vénération des reliques des saints locaux, et aussi de sépultures pour les fidèles souhaitant reposer près du corps des saints (« ad sanctos »). Parmi eux, il y a l'église Sainte-Eulalie, fondée par Sacerdos au VIe siècle, et couplé à un monastère de religieuses. Il change de vocable pour prendre celui de Saint-Georges. À l'origine, ces bâtiments disposent bien évidemment à l'époque d'un autre vocable que celui donné après l'ensevelissement des évêques confesseurs qui y sont enterrés. Ainsi l'église des Macchabées devient Saint-Just et Saint-Jean devient Saint-Irénée. Les nécropoles disparaissent progressivement au Ve siècle et les morts sont alors enterrés avec les vivants
À Lyon et dans ses alentours, il existe plusieurs formes de vie monastique. La tradition érémitique est représentée par les moines de l'île Barbe. L'idéal bénédictin aurait été repris par les moniales de Saint-Pierre. Les autres, enfin, s'occupent des cultes funéraires, tels ceux du monastère fondé par Grinius près de Vienne ou ceux signalés par Sidoine Apollinaire à Saint-Just. Cette dernière forme de vie communautaire évolue à l'époque carolingienne pour devenir des chanoines.

### De la domination burgonde à la domination franque

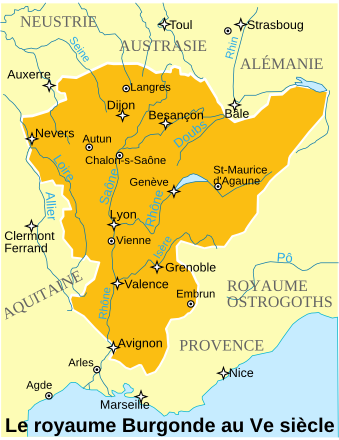
Le royaume burgonde au Ve siècle.

#### Lyon, capitale du royaume burgonde
En 443, des tribus germaniques burgondes sont installées comme fédérées en Sapaudie par le général romain Aetius après la victoire de ce dernier contre leur roi Gondicaire et la destruction de leur royaume situé près du Rhin. Les élites lyonnaises soutiennent en 455 les Burgondes qui soutiennent alors Eparchus Avitus, noble arverne proclamé empereur. Toutefois, ce dernier est éliminé l'année suivante et son successeur Majorien, pour reprendre l'autorité sur Lyon envoie des Francs assiéger la ville, qui se rend avec des livraisons d'otages. Après l'exécution de Majorien, les Burgondes reprennent le pouvoir à Lyon, le véritable maître de Rome le patrice Sigismer étant le beau-frère du roi burgonde Gundioc. Les rois burgondes portent le titre de maître de la milice des Gaules et s'insèrent dans une structure sociale encore pleinement romaine. La présence à Lyon de la cour royale permet d'assurer une activité importante, liée à l'activité des élites au pouvoir. Ainsi, l'atelier monétaire impérial continue de produire de la monnaie, les curiales continuent de percevoir les impôts de la cité et à procéder aux dépenses édilitaires. Tout autour de la cour, les familles sénatoriales romaines disposent toujours de leurs propriétés rurales et de leur main d'œuvre servile.
Ces Burgondes étendent leur domination lors de la désintégration de l'Empire d'Occident et, dans les années 470-474, font de Lyon l'une des capitales de leur royaume avec Genève et Vienne. Peu nombreux, ils sont rapidement assimilés par la noblesse gallo-romaine lyonnaise, au travers de nombreux mariages. Ariens, ils construisent une cathédrale vouée à leur culte, mais entretiennent de bons rapports avec les chrétiens. Un certain nombre se convertissent d'ailleurs au christianisme. Ils conservent pour eux-mêmes leur propre loi, la loi Gombette.
Le clergé lyonnais a pleinement participé à l'élaboration d'une conscience burgonde. Le premier élément de mise en œuvre d'une unité spirituelle burgonde est l'ordonnancement des martyrs locaux au sein d'une construction pieuse centrée sur Lyon. Le récit ainsi construit affirme que Saint Irénée a envoyé les figures fondatrices de nombreux diocèses : Autun, Chalon, Langres, Dijon, Besançon et Valence. Cette légende permet d'unir religieusement tout le nord du royaume burgonde ; avec Lyon comme point central. De la même manière, la fondation du sanctuaire burgonde de Saint-Maurice d'Agaune dans le Valais voulue par Sigismond est fortement liée à Lyon, comme à Vienne, l'autre capitale burgonde. Eucher a écrit la passio de Saint Maurice. En 515, Viventiole assiste à la consécration de l'église. Enfin, le monastère de l'Île-Barbe fait partie des quatre choisis par Sigismond pour former la première communauté de Saint-Maurice d'Agaune.

#### Lyon sous les Francs

Les royaumes francs en 511.

En 534, les fils de Clovis intègrent facilement ce royaume sous la domination franque, les Burgondes étant trop peu nombreux et divisés pour résister. Les rois francs suivants se disputent le royaume de Bourgogne. Lyon se retrouve le plus fréquemment en possession du roi de Neustrie. Lyon ne semble pas avoir subi de lourds dommages de ces prises de pouvoir, mais la cité perd tout pouvoir politique direct. La capitale du duché est à Chalon-sur-Saône. La ville continue toutefois de disposer d'une certaine influence politique, certains de ces évêques étant proches des rois mérovingiens et ayant un rôle à leur cour. Ainsi, Sacerdos est conseiller du roi Childebert, Priscus de Gontran. Par ailleurs,
Aregius est envoyé comme ambassadeur de Thierry II auprès du roi Wisigoth Wittéric.
Coupée partiellement des réseaux qui l'ont toujours connecté au sud de l'Europe, Lyon s'étiole en devenant partie prenante d'un royaume septentrional pour elle. La disparition de la cour royale diminue et restreint les échanges à la région proche. Le commerce lointain se restreint progressivement aux seuls marchands venant du nord. La perte d'importance de Lyon se voit également dans le tarissement des frappes monétaires.
Il semble que la peste justinienne frappe également la population lyonnaise, la réduisant significativement. La cité rhodanienne conserve toutefois un grand prestige religieux.

Les royaumes francs en 628.

La période de la domination franque est très mal connue. Les quelques textes des VIe et VIIe siècles qui nous sont parvenus sont essentiellement religieux. Plus encore, la période centrale du VIIIe siècle ne nous a laissé aucune information sur les évêques, dont nous n'avons que les noms.
Au début du VIIIe siècle, les puissances musulmanes ibériques prennent possession d'un territoire important au nord des Pyrénées. 'Anbasa, maître de la Septimanie jusqu'à Nîmes, remonte le Rhône et pille plusieurs villes jusqu'à Autun. Le chef militaire meurt dans l'opération et l'armée se replie avec le butin, laissant une garnison à Lyon. Aucun texte n'indique de pillage particulier durant ces évènements, et l'archéologie n'a rien non plus découvert qui atteste d'un évènement destructeur lié à cet épisode. En 733, Charles Martel se lance dans une campagne destinée à la fois à combattre les Sarrasins et à imposer son autorité sur le royaume de Bourgogne. Son armée passe cette année par Lyon, indiquant donc qu'il n'y a plus à cette date d'armée musulmane dans la ville. Son raid vise également à se rendre réellement maître de ce territoire, en atteste son retour en 736 pour mater les Lyonnais.
Cette période où la région n'est plus du tout maîtresse de son destin, en témoigne le pillage de 761 par le comte d'Auvergne Blandin, n'est cependant pas une éclipse politique totale. En effet, certains Lyonnais parviennent encore à atteindre des responsabilités importantes tel Syagrius, abbé de Nantua et présent au sacre de Pépin par Étienne II en 754.
Si l'autorité de l'évêque est majeure à cette époque à cause de l'éloignement des capitales politiques franques, il n'est pas seul maître, un représentant du roi se trouvant en ville. On connaît un patrice avant 616 lors du mandat d'Aregius, un duc à l'époque de Goduinus vers 700 ou le préfet-comte Bermond à l'époque d'Agobard. Tous les évêques successifs prennent donc soin de constituer et d'entretenir un patrimoine de plus en plus important. Ils obtiennent des privilèges d'immunité et sollicitent en permanence des confirmations de leurs droits, tentant de contrebalancer les nombreuses spoliations dont ils sont victimes. Ainsi, durant la seconde moitié du IXe siècle, l'Église lyonnaise reçoit plus de vingt diplômes de restitution, confirmation ou donation.

### La société lyonnaise au haut Moyen Âge

#### Permanence de la romanité sous les burgondes
Sous les rois burgondes, l'administration locale et la vie civique se poursuit avec les mêmes cadres romains. Les classes sociales élevées se maintiennent et vivent sous les burgondes comme avant. Elles conservent leurs propriétés rurales avec leurs villae ; ainsi que la population servile rattachée. Les grandes familles sénatoriales conservent l'essentiel de leur prestige social, prestige attractif pour les élites germaniques, des alliances matrimoniales se réalisant entre les deux groupes. Les grands lignages, tout en dirigeant l'administration locale, occupent également le siège épiscopal.
Au Ve siècle, dans un monde romain où de partout les écoles disparaissent et où le nombre de rhéteurs diminue, Lyon fait partie des quelques cités où une vie intellectuelle importante perdure. Les jeunes aristocrates locaux continuent à recevoir une éducation classique, avec du droit, de la philosophie, de la rhétorique. De nombreux lettrés ont laissé des œuvres notables tels Constance, Viventiole ou Sidoine Apollinaire. Viventiole engage une discussion pointue avec Avit de Vienne sur la prononciation du latin classique de ce dernier, preuve que ces deux personnes disposent d'une culture romaine poussée qui n'a pu être apprise qu'auprès de professeurs. Sidoine Apollinaire est également parfaitement capable de rédiger et de déclamer un carmen en l'honneur de l'empereur Majorien, où de qualifier un lettré lyonnais nommé Syagrius de nouveau Solon des Burgondes.
Au VIe siècle, les écoles publiques laïques ne subsistent que dans certaines cités, dont Lyon. Simultanément, des écoles ecclésiastiques se développent et les sources en permettent d'en distinguer une vingtaine en Gaules, dont une dans la cité rhodanienne.
La présence burgonde semble par contraste particulièrement discrète, elle n'a laissé pratiquement aucune trace hormis des inscriptions funéraires.

#### Hausse du prestige de l'épiscopat lyonnais
L'influence de l'évêque de Lyon est très forte dans la région, et il conserve une aura positive dans la chrétienté. Il est appelé patriarche lors du concile de Mâcon de 585. Il a l'autorité sur les diocèses d'Autun, Mâcon, Chalon-sur-Saône et Langres. Lyon est au VIe et VIIe siècles au sud d'une zone centrale du monde franc où tous les conciles qui fixent alors la discipline de l'église franque se tiennent. D'autres exemples de cette influence sont perceptibles avec l'envoi en ambassade en Espagne d'Arigius, ou la consécration d'un évêque de Canterbury à Lyon par Goduinus (688-701 ?). Les évêques plus marquants sont Rusticus, évêque de Lyon de 494 à 501, son frère saint Viventiolus (514-524), Sacerdos, fils de Rusticus et évêque de 544 à 552, qui désigne son neveu saint Nizier pour lui succéder de 553 à 573. Ce dernier est inhumé dans l'église qui prit son nom.
La vie spirituelle de cette période est mal connue. Les quelques Lyonnais qui nous ont transmis une œuvre marquante sont Sidoine Apollinaire, Eucher ou Viventiole. Le premier est l'auteur de lettres et panégyriques qui nous renseignent surtout sur l'évolution du monde gallo-romain au Ve siècle sous la domination de peuples germains ou francs. Eucher rédige de nombreux ouvrages sur la foi chrétienne, et des lettres. Enfin, de Viventiole nous est parvenu une Vie des pères du Jura, qui décrit les débuts du monachisme dans la région. Il faut toutefois noter que ces textes datent tous du Ve siècle ou du VIe siècle, fort peu de textes proviennent du VIIe siècle.
Le VIIIe siècle est celui où le déclin intellectuel et spirituel est le plus marquant. On ne repère plus de centres culturels dans le monde franc et Lyon ne fait pas exception à la règle. Les raids musulmans et les ripostes franques, l'essor d'une élite uniquement militaire mettent à mal les structures même de l'église ; à plusieurs reprises, le siège épiscopal lyonnais ne semble pas pourvu. Tout au plus peut-on supposer que Lyon a bénéficié de sa situation géographique lui permettant de servir de lieu de repos pour les moines allant à Rome et revenant ensuite avec, régulièrement de précieux manuscrits.  En ce VIIIe siècle, Charles Martel avait dû s'y prendre par deux fois pour se rendre maître de la ville. Si son intervention permit aux Lyonnais de ne pas voir les Sarrasins de trop près, les méfaits de ses guerriers pesèrent sur eux, de même que, peu après, ceux des troupes de Pépin le Bref en marche vers l'Italie. Il est symptomatique qu'entre 712 et 769, on ait une seule mention — et non datable — d'évêque de Lyon et que, dit une chronique, « les provinces de Lyon et de Vienne [soient] demeurées quelques années sans évêque ».

## Des temps carolingiens à l'an mil

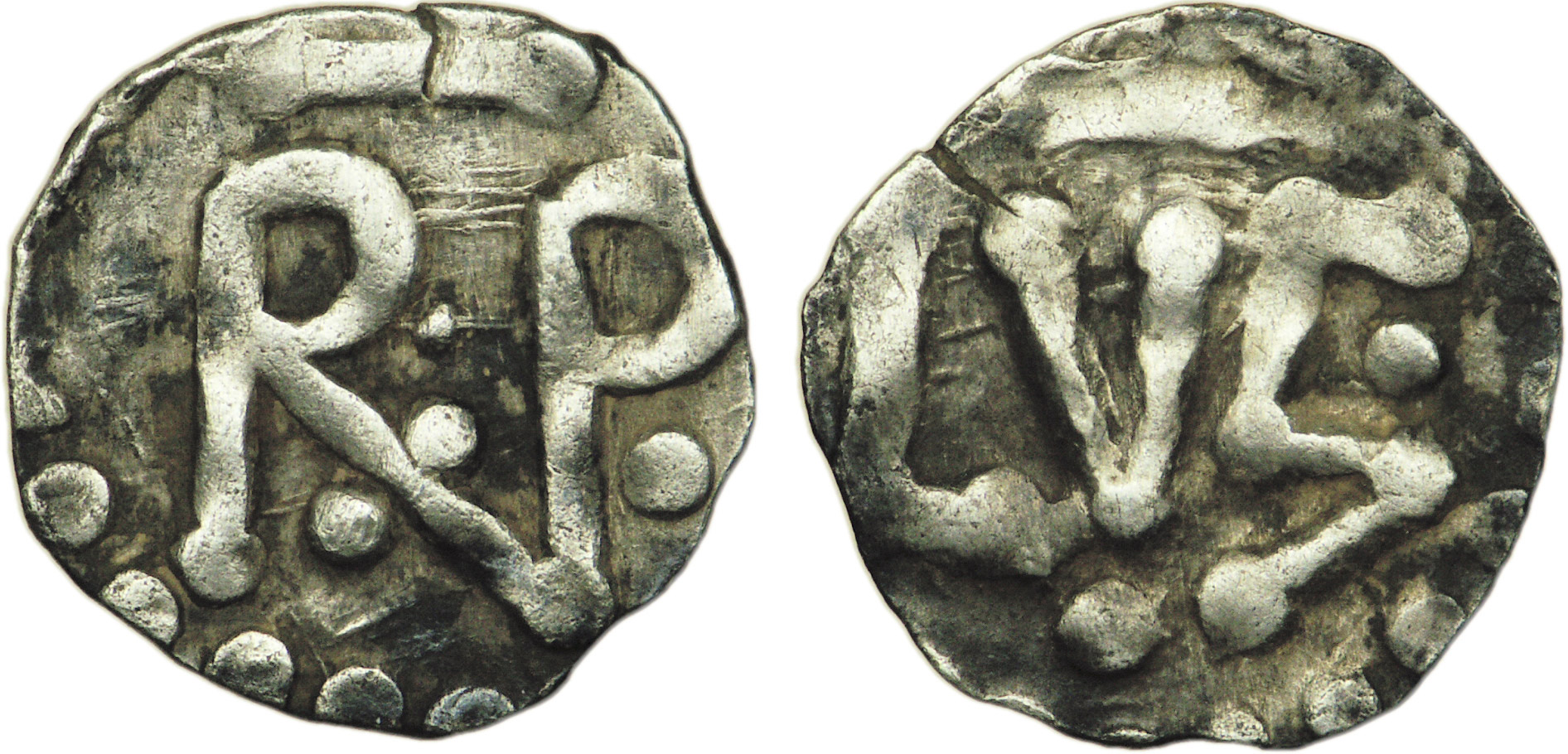
Denier frappé à Lyon sous le règne de Pépin le Bref (751-768).

La ville est un foyer de la renaissance carolingienne, sous l'impulsion de son archevêque Leidrade (ami d'Alcuin), du diacre Florus, puis d'Agobard. Après le traité de Verdun et la succession de Charlemagne, la ville est officiellement divisée. La rive droite de la Saône revient à Charles le Chauve, la presqu'île à Lothaire. Toutefois, dans les faits, cette division ne survit pas à l'influence de l'archevêque, qui unifie de fait les deux rives sous sa seigneurie. Après la courte période carolingienne, un voile d'ombre, provoqué par la raréfaction des sources disponibles, obscurcit à nouveau l'Histoire de Lyon.

### Le visage de Lyon
Durant cette période, Lyon n'évolue guère topographiquement par rapport aux siècles précédents. Le pomerium se réduit autour des pôles constitués par les églises et surtout par les cimetières qui y sont attenants. La ville du IXe siècle s'étend, du nord au sud, de Saint-Paul à Saint-Georges, et en profondeur à quelques centaines de mètres au maximum de la Saône. Félix Benoît date de cette époque l'apparition de ce qui deviendra la forme caractéristique de l'urbanisme lyonnais, la traboule. En effet, les constructions s'étirent au maximum parallèlement à la Saône, l'accès à celle-ci étant obstrué pour tous les habitants ne donnant pas directement sur la rivière. La densification intervient plus tard au Moyen Âge : derrière chaque immeuble donnant sur la voie, un autre est construit, donnant sur la cour. On ne peut y accéder que par le passage. Les rues transversales étant très peu nombreuses, on finit par relier les deux rues en passant par la cour, ce qui offrait aux habitants un cheminement qui compensaient cette rareté.
Par ailleurs, non seulement l'espace central est beaucoup plus réduit, mais il est faiblement urbanisé. Les tenures des deux grands propriétaires ecclésiastiques du centre-ville (chapitre cathédral et paroisse Saint-Paul) ne sont occupées respectivement qu'à soixante et cinquante pour cent environ au début du IXe siècle. Le centre urbain principal est toujours la rive droite de la Saône, compris entre Saint-Laurent de Choulans au sud et Saint-Paul, au nord. Il existe aussi des îlots d'habitants autour de Saint-Just et Saint-Irénée, sur la colline de Fourvière, ainsi que sur la presqu'île. Sans documentation, il est impossible de chiffrer la population à cette époque. À cette date, le nombre total de tenures de la ville est de 1 144. Il est possible, en extrapolant les données démographiques de l'époque, d'estimer la population lyonnaise de ce siècle à seulement 1 500 habitants seulement, dont environ 800 à 1 000 laïcs.

### La renaissance carolingienne à Lyon
La prise de pouvoir par les carolingiens n'entraîne pas de modifications immédiates entre les Lyonnais et le pouvoir franc. Les premiers rois ne s'intéressent pas à la ville, Charlemagne n'y vient jamais.
Lors de la renaissance carolingienne, un groupe de centres culturels se forme dans le monde franc, et Lyon en fait pleinement partie, au sein de la zone la plus méridionale. Charlemagne semble avoir eu l'intention d'inclure Lyon dans son ambition de redonner prestige et autorité spirituelle aux métropoles de son empire. Il choisit pour la place d'évêque un clerc de sa cour, un fidèle expérimenté : Leidrade. La cité se développe spirituellement ; Leidrade créant en 800 deux écoles pour élever le niveau intellectuel et moral des clercs de la cité.
La première école, celle des chantres, ou schola cantorum, est destinée à enseigner le chant selon le rite du Palais. La seconde, la schola lectorum, est destinée à initier à la lecture et à la compréhension des textes sacrés. Le but est d'assurer une liturgie de bon niveau. Ces deux écoles ont du succès et établissent les bases scolaires de la ville qui continuent les siècles suivants. Dans le même temps, il réorganise un scriptorium et un grand nombre d'ouvrages de cette époque, provenant pour beaucoup de la collection de Florus, sont parvenus jusqu'à nous ; des textes scripturaires, des ouvrages des Pères de l'Église, en particulier saint Augustin, dont il semble que l'œuvre est présente à Lyon à cette époque,. La bibliothèque et le centre d'étude sont particulièrement par les évêques Agobard, Amolon et Rémi.
Leidrade, puis Agobard, mènent également un travail sur l'observance des règles par les religieux de la région. Ils introduisent la réforme canoniale mise en place par Charlemagne. Cinq chapitres de chanoines sont organisés  : les chapitres cathédraux de Chapitre de Saint-Jean (Lyon)Saint-Étienne (qui prend par la suite le vocable de Saint-Jean), Saint-Paul, Saint-Just, Saint-Nizier et Saint-Georges. L'église lyonnaise est alors structurée et hiérarchisée ; le plus important des chapitres, celui de Saint-Étienne est dirigé par l'évêque, les deux suivants Saint-Paul et Saint-Just par des chorévêques et les derniers par des abbés.
Par ailleurs, pour élever son prestige religieux, Charlemagne envoie à Lyon des reliques des trois saints : Pantaléon de Nicomédie, Cyprien et Spérat, de Carthage.
La création des chapitres de chanoines a dû modifier l'équilibre de la population. Les constructions qui ont obligatoirement suivi cette réforme (réfectoires, cloîtres et dortoirs) ont eu certainement une emprise importante au sol. Si les fouilles n'ont pas révélé d'expansion topographique sur le moment, ces nouveautés expliquent que l'expansion future de la cité se soit faite sur la rive gauche de la Saône. Toutefois, ce développement n'aura lieu qu'après le Xe siècle.[réf. nécessaire]

### La société lyonnaise sous les carolingiens
Avec l'extension du royaume franc à l'Italie, les échanges entre le nord et le sud de l'Europe reprennent, même si Lyon n'en bénéficie que très peu dans un premier temps. En effet, la route du Mont-Cenis est alors délaissé depuis longtemps et les convois commerciaux passent alors surtout par la route du Mont-Joux. Cet état de fait se modifie progressivement à partir du règne de Louis le Pieux. Les sources mentionnent à nouveau la présence de marchands juifs à Lyon, qui convoient alors surtout des esclaves païens de Verdun à Arles. Lyon est donc probablement une étape dans un circuit commercial et bénéficie donc d'un certain flux de richesse. Cette hausse relative de l'activité se conjugue avec le redémarrage de chantiers épiscopaux. Toutefois, le marché lyonnais n'attire encore que des personnes venant au maximum de deux jours de marche. Les juifs lyonnais, appréciés de l'empereur Louis le Pieux, obtiennent de ces missi des chartes leur permettant de vivre leur foi et que le marché ne se tiennent pas le samedi,.

### Lyon et les puissants

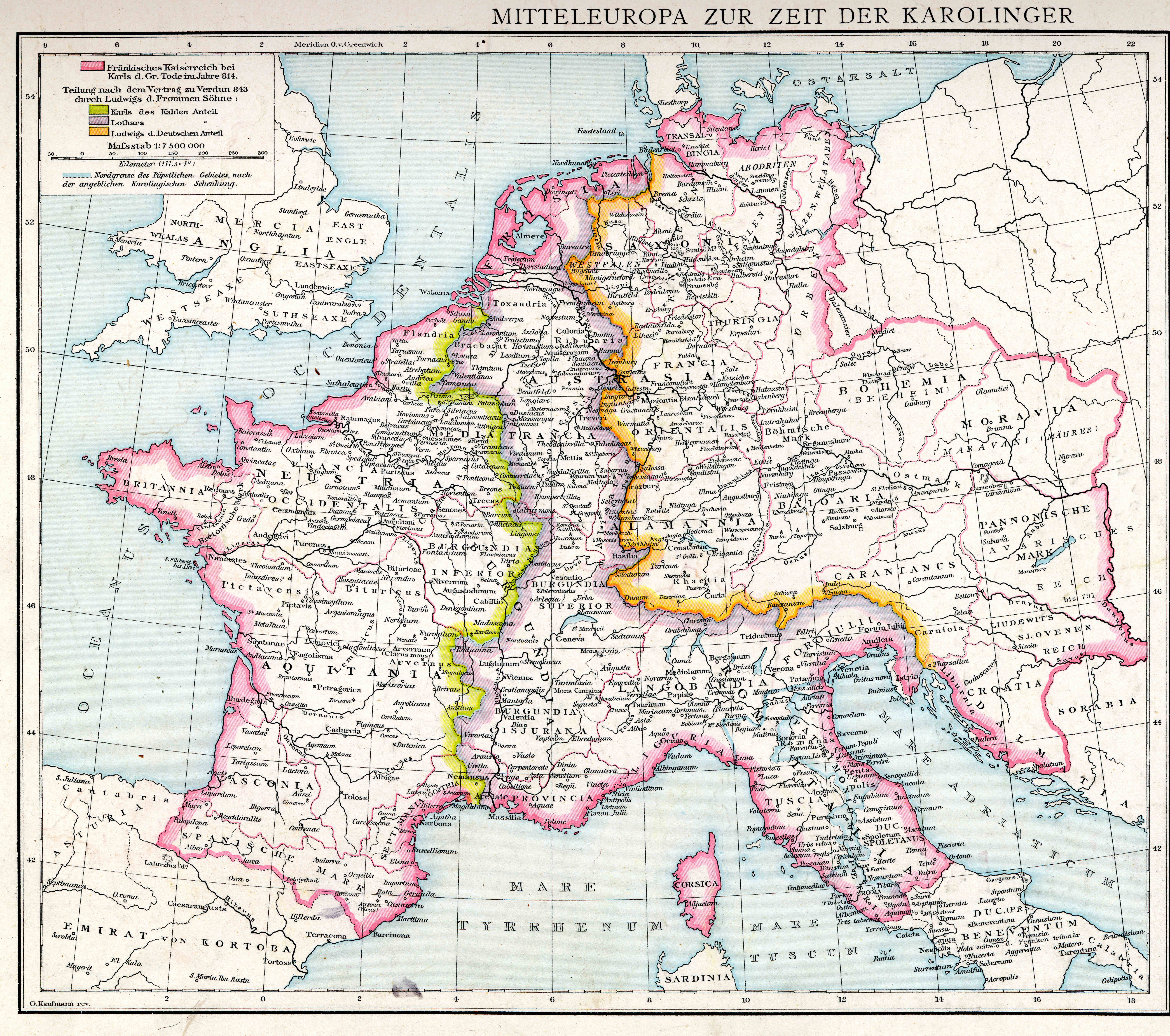
La division de l'Empire au traité de Verdun.

Si le visage de Lyon demeure immobile, les cadres institutionnels bougent : le pouvoir religieux impose fermement son autorité sur la ville. Pendant cette période, les archevêques dirigent dans les faits la cité située trop loin des centres de pouvoir pour que les différents rois qui l'ont en leur possession puissent la contrôler réellement. Certains se permettent même de s'insérer dans les grands conflits de leur temps.
Ces événements politiques se déroulent dans un climat d'insécurité lié à de nombreuses invasions. Les IXe et Xe siècles furent de nouveau une époque de raids de pillages : les Normands remontent le Rhône et sont arrêtés en 860 à Valence par Girart de Roussillon, en 911 les Hongrois ravagent la Bourgogne, les Sarrasins s'installent dans le massif des Maures jusqu'en 975, et multiplient les expéditions par les routes des Alpes[réf. nécessaire].

#### Lyon dans l'Empire carolingien
Ainsi, l'archevêque Agobard prend part aux soubresauts du monde carolingien. Fidèle aux idéaux de Charlemagne, il participe à la révolte des fils de l'empereur Louis le Pieux contre leur père. Ce dernier retrouvant son trône en 834, Agobard est chassé de la ville lors du concile de Thionville de 835, le siège épiscopal se retrouvant géré par le liturgiste Amalaire. Mais le clergé de Lyon, resté fidèle à son archevêque et soudé derrière le diacre Florus, mène la vie dure à l'arrivant. En 838, à la suite de la réconciliation de Lothaire et de son père, Agobard retrouve son poste et fait condamner les innovations liturgiques de son remplaçant lors du Synode de Quierzy, la même année.
Dans le même ordre d'idées, dès 817, Agobard demande à Louis le Pieux de placer les Lyonnais sous les mêmes règles juridiques que les Francs, et d'abroger ainsi la loi Gombette, qu'il juge barbare (il vise, notamment, le duel judiciaire).

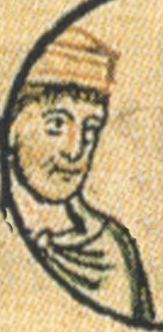
Rodolphe III de Bourgogne, lié à plusieurs évêques de Lyon.

Durant le IXe siècle, l'élite religieuse lyonnaise est plus proche des souverains que de la ville. Ainsi, Rémi Ier est archichapelain du roi Charles de Provence. Aurélien, à la fin du siècle, figure au premier rang de ceux qui conférèrent la royauté au duc Boson lors de l'assemblée de Mantaille (879). Peut-être est-ce même lui qui le sacre à Lyon. La ville reste donc très liée à la noblesse de Bourgogne, comme l'atteste le fait que Burchard I et Burchard II appartenaient tous deux à cette famille royale. Le second fut ainsi archichancelier de son demi-frère Rodolphe III.

#### Lyon dans le royaume de Provence
En 863, L'administration de la ville est confiée à Girart de Roussillon qui tente de se rendre indépendant, mais est chassé de la ville par Charles le Chauve en 870. Puis Boson l'incorpore en 879 au royaume de Provence, aussi appelé Bourgogne cisjurane, qui durera jusqu'en 928. Dans le même temps, signe d'évolution vers la féodalité, l'ancien duché de Lyon se morcelle en comtés du Lyonnais, du Forez et du Beaujolais.

#### Lyon dans le royaume de Bourgogne
En 942, Lyon fait partie du Royaume de Bourgogne. C'est l'époque où l'Église de Lyon accroît considérablement ses biens grâce à ses archevêques, Burchard Ier et Burchard II, parents du roi. En 1032, le royaume d'Arles est légué par son dernier roi Rodolphe III de Bourgogne à Conrad II le Salique empereur du Saint-Empire romain germanique. Par la suite, la ville sera administrée par ses évêques, relevant au temporel de l'Empereur, roi d'Allemagne, d'Italie et de Bourgogne, via l'archichancellerie de Bourgogne.
En définitive, cette période voit les archevêques rester largement indépendants d'un pouvoir royal lointain ou affaibli. Même si les sources documentaires ne permettent pas d'établir clairement les modalités de cette domination, elle semble sans contestation. Cela change lors du siècle suivant, avec l'avènement de puissantes dynasties de comtes locaux[réf. nécessaire].

## Historiographie
Pendant longtemps, les historiens de la ville de Lyon ont considéré les temps qui suivent l'effondrement de l'Empire romain comme un âge obscur pour la cité rhodanienne. La faiblesse documentaire explique en partie une perspective tenant également au contraste entre des situations en apparence très contrastées pour la population et les élites de la ville. « Or, depuis une vingtaine d'années, l'archéologie et d'autres travaux historiques ont jeté un éclairage qui amène à mieux percevoir les continuités et adoucir les contrastes jusque-là très brutaux. Ainsi, la royauté burgonde peut s'avérer une opportunité pour retrouver un rang déjà perdu par Lyon à la fin de l'Empire romain. Depuis longtemps, les historiens ont fait la part de la coquetterie du latin lettré dans les récits d'un Sidoine Apollinaire consterné par l'installation des Burgondes. Les élites gallo-romaines semblent en réalité avoir perçu leur arrivée comme la possibilité de maintenir leur prééminence politique et sociale dans un cadre apaisé, en tout cas stabilisé ».

### Ouvrages généraux et de contexte
- Lucien Musset, Les invasions : les vagues germaniques, Paris, Presses universitaires de France, coll. « Nouvelle Clio » (no 12), 1969, 329 p. (OCLC 16770677) ;

1. 1 2 3  Musset 1969, p. 111.

- Stéphane Lebecq, Nouvelle histoire de la France médiévale : 1, Les origines franques : Ve – IXe siècle, Paris, Seuil, coll. « Points. Histoire » (no 201), 1990, 317 p. (ISBN 2-02-011552-2, BNF 35075179) ;

1. ↑  Lebecq 1990, p. 203.

- Mohammed Arkoun (dir.), Histoire de l'islam et des musulmans en France : du Moyen âge à nos jours, Paris, Albin Michel, 2006, 1217 p. (ISBN 2-226-17503-2, BNF 40233514)

1. 1 2  Arkoun 2006, p. 19.

- Michel Sot (dir.), Jean-Patrice Boudet et Anita Guerreau-Jalabert, Le Moyen âge, vol. 1 : Histoire culturelle de la France, Paris, Seuil, coll. « Points. Histoire » (no 348), 2005, 463 p. (ISBN 2-02-082675-5)

1. ↑  Sot, Boudet et Guerreau-Jalabert 2005, p. 56.
2. ↑  Sot, Boudet et Guerreau-Jalabert 2005, p. 69.
3. ↑  Sot, Boudet et Guerreau-Jalabert 2005, p. 70.
4. ↑  Sot, Boudet et Guerreau-Jalabert 2005, p. 78.
5. ↑  Sot, Boudet et Guerreau-Jalabert 2005, p. 80.
6. ↑  Sot, Boudet et Guerreau-Jalabert 2005, p. 98.
7. 1 2  Sot, Boudet et Guerreau-Jalabert 2005, p. 101.

### Ouvrages sur l'histoire de Lyon
- [Jean-François Reynaud 1986] Jean-François Reynaud, Lyon, Rhône, aux premiers temps chrétiens, basiliques et nécropoles, Paris, Ministère de la culture et de la communication - La Documentation française, coll. « Guides archéologiques de la France », 1986, 143 p. (ISBN 2-11-080891-8, BNF 34992472) ;

1. ↑  Jean-François Reynaud 1986, p. 29.
2. ↑  Jean-François Reynaud 1986, p. 39.
3. ↑  Jean-François Reynaud 1986, p. 30.
4. ↑  Jean-François Reynaud 1986, p. 32.

- [Bernard Gauthiez 1994] Bernard Gauthiez, « La topographie de Lyon au Moyen Âge », Archéologie du Midi médiéval, t. 12,‎ 1994, p. 3-38 (ISSN 0758-7708, lire en ligne , consulté le 3 novembre 2014) ;

1. ↑  Bernard Gauthiez 1994, « Le niveau de persistance des tracés de la ville antique », p. 12-13.
2. ↑  Bernard Gauthiez 1994, « La ville après l'Antiquité — Les propriétés foncières dans la ville », p. 15.

- [Gadille, Fédou, Hours & Vregille 1997] Jacques Gadille, René Fédou, Henri Hours et Bernard de Vregille, Histoire des diocèses de France, Lyon, Paris, Éditions Beauchesne, coll. « Histoire des diocèses France » (no 16), avril 1997, 352 p. (ISBN 978-2-7010-0198-2)

1. 1 2  Gadille, Fédou, Hours & Vregille 1997.

- [Pelletier, Rossiaud, Bayard & Cayez 2007] André Pelletier, Jacques Rossiaud, Françoise Bayard et Pierre Cayez, Histoire de Lyon : des origines à nos jours, Lyon, Éditions lyonnaises d'art et d'histoire, 2007, 955 p. (ISBN 978-2-84147-190-4, BNF 41276618) ;

1. ↑  Pelletier, Rossiaud, Bayard & Cayez 2007, p. 136.
2. ↑  Pelletier, Rossiaud, Bayard & Cayez 2007, p. 138.
3. ↑  Pelletier, Rossiaud, Bayard & Cayez 2007.
4. ↑  Pelletier, Rossiaud, Bayard & Cayez 2007, p. 152.
5. 1 2  Pelletier, Rossiaud, Bayard & Cayez 2007, p. 169.
6. ↑  Pelletier, Rossiaud, Bayard & Cayez 2007, p. 164.

- [Bernot, Mège, Robert, Cadieu-Dumont & Baradat 2007] Emmanuel Bernot, Clémence Mège, Émilie Robert, Céline Cadieu-Dumont et Audrey Baradat, Rapport de fouilles archéologiques préventives « La cure de Saint-Georges » : vol. 1 : Texte, Service archéologique de la ville de Lyon - Direction des affaires culturelles, juillet 2007 ;

1. ↑  Bernot, Mège, Robert, Cadieu-Dumont & Baradat 2007, p. 46.

- [Ségolène Cognat 1999] Ségolène Cognat, La Protection juridique du passage dans les traboules et les cours à Lyon : Mémoire de DEA de droit de l’environnement sous la direction de Philippe Billet, Lyon, Institut de Droit de l'Environnement, 1999, 99 p. (lire en ligne ).

1. ↑  Ségolène Cognat 1999, « Les traboules et les cours : problématique », p. 14.

- Arthur Kleinclausz (dir.), Histoire de Lyon : Des origines à 1595, t. 1, Lyon, Librairie Pierre Masson, 1939, 559 p.

1. ↑  Kleinclausz 1939, p. 87.

- François Demotz, « Lyon, pivot de la Burgundia », dans Paul Chopelin & Pierre-Jean Souriac, Nouvelle histoire de Lyon et de la métropole, Privat, coll. « Histoire des villes et des régions : histoire », 2019, 958 p. (ISBN 978-2-7089-8378-6), p. 137-178

1. 1 2  Demotz 2019, p. 142.
2. 1 2 3 4  Demotz 2019, p. 149.
3. ↑  Demotz 2019, p. 140.
4. ↑  Demotz 2019, p. 148.
5. 1 2  Demotz 2019, p. 152.
6. 1 2 3 4  Demotz 2019, p. 153.
7. ↑  Demotz 2019, p. 161.
8. 1 2  Demotz 2019, p. 143.
9. ↑  Demotz 2019, p. 160.
10. ↑  Demotz 2019, p. 139.

- [Le Mer & Chomer 2007] Anne-Catherine Le Mer et Claire Chomer, Carte archéologique de la Gaule, Lyon 69/2, Paris, Académie des inscriptions et belles-lettres / Ministère de l'éducation nationale, de l'enseignement supérieur et de la recherche / Ministère de la culture et de la communication etc., 2007, 883 p. (ISBN 978-2-87754-099-5 et 2-87754-099-5)

1. ↑  CAG69/2, p. 251.

### Autres références
1. ↑  Catherine Arlaud (dir.), J.-M. Pujol, S. Savay-Guerraz et A. Vérot-Bourrély (col.), Lyon, les dessous de la presqu'île Bourse-République-Célestins-Terreaux : sites Lyon parc auto, Lyon, ministère de la Culture et de la Communication, Direction régionale des affaires culturelles, Service régional de l'archéologie, 2000 (Documents d'archéologie en Rhône-Alpes. Série lyonnaise, 8), p. 103 à 116. (lire en ligne) (ISBN 2-906190-24-1)
2. ↑  Arts et vie sociale de la fin du monde antique au Moyen Âge , Genève, Droz, 1977, (Mémoires et documents / Société de l'école des chartes ; 24), pages 105 à 170
3. ↑  Pour plus de détails, consulter : Charles Bonnet et Jean-François Reynaud, « Genève et Lyon, capitales burgondes », Memorias de la Real Academia de Buenas Letras de Barcelona, vol. 25,‎ 2000, p. 241-266 (ISSN 0213-9499, lire en ligne ) et Justin Favrod, Histoire politique du royaume burgonde (443-534), Lausanne, Bibliothèque historique vaudoise, 1997, 544 p.
4. ↑  Sur ces périodes obscures, la référence, même datée, reste : Alfred Coville, Recherches sur l'histoire de Lyon ; du Ve siècle au IXe siècle (450-800), Éditions Auguste Picard, 1928, Paris, 560 p.
5. ↑  Philippe Sénac, « Présence musulmane en Languedoc » in Islam et chrétiens du Midi, Cahier de Fanjeaux, no 18, 2000, p. 50-51
6. ↑  sous la direction de Jean-Pierre Gutton, Les Lyonnais dans l(histoire, Millau, Privat, 1985, 410 p. (ISBN 2-7089-9402-6), p. 52
7. ↑  Françoise Villedieu, Lyon St-Jean : les fouilles de l'avenue Adolphe Max, Lyon, Circonscription des antiquités historiques, 1990, (Documents d'archéologie en Rhône-Alpes. Série lyonnaise, 2), p. 114-116. (lire en ligne) (ISBN 2-906190-07-1)
8. ↑  Notice sur nominis.cef.fr
9. ↑  Les textes intégraux de ces trois chartes sont dans Karl Zeumer (ed.), Formulae Merowingici et Karolini Aevi : Accedunt ; Ordines Iudiciorum Dei, Hanovre, Impensis bibliopolii Hahniani, 1886, p. 30, 31 et 52 ; versions abrégées et commentées par Julius Aronius, Regesten zur Geschichte der Juden im fränkischen und deutschen Reiche bis zum Jahre 1273, Berlin, L. Simion, 1902, p. 81-83
10. ↑  Charles Verlinden, L'Esclavage dans l'Europe médiévale, tome I, Belgique, 1955, p. 128
11. ↑  Sur les forces politiques locales de cette époque, voir : Étienne Fournial, « La souveraineté du Lyonnais au Xe siècle », Le Moyen Âge, no 4, 1956